# René Char
René Char (14. července 1907 – 19. února 1988) byl francouzský básník a člen protifašistického hnutí odporu, kde byl znám pod přezdívkou Capitaine Alexandre. 
Svou první sbírku básní Cloches sur le Coeur vydal roku 1928, načež se z rodné Provence přestěhoval do Paříže. Na počátku 30. let byl aktivní v surrealistickém hnutí. Do odboje vstoupil roku 1940. Vedl jednotku ve francouzských Alpách. Za svou bojovou činnost byl vyznamenán Řádem čestné legie. Válečné zážitky zpracoval v knize básní v próze Feuillets d'Hypnos (1946). Po válce změnil charakter svých veršů, namísto surrealistických experimentů volil úsporný verš, často s moralizujícím vyzněním. Někdy se uchyloval i k aforismu. Také se přestěhoval do pohoří Luberon, tedy do kraje svého dětství. V pozdějších letech se stal protijaderným aktivistou.
Hudební skladatel Pierre Boulez zhudebnil několik Charových básní, včetně známé Le marteau sans maître (1954).

## Bibliografie

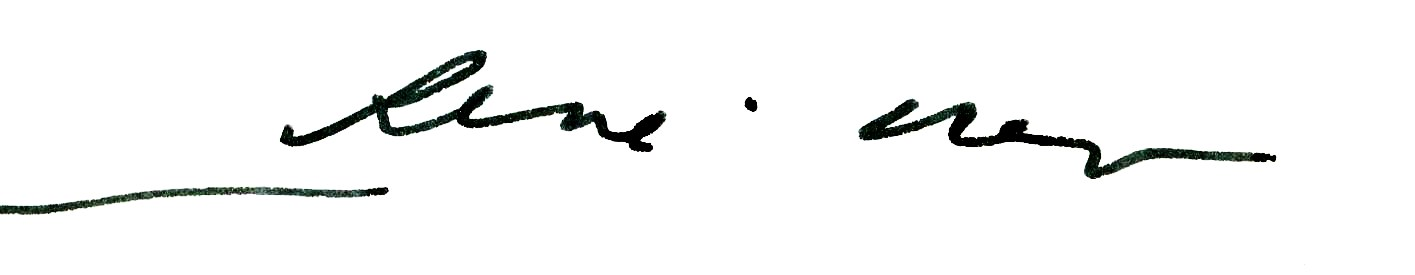
Podpis René Chara

### Česky a slovensky vyšlo
- Společná přítomnost (výbor z básní). Přel. L. Kundera. Praha: Odeon 1985
- Tvoja ranná krása. Bratislava: Slovenský spisovatel 1965
- Zápisky Hypnovy; Výslovný úděl. Praha: Anno 1999